# 1997年ドイツグランプリ
1997年ドイツグランプリ(1997 German Grand Prix)は1997年のF1世界選手権第10戦として7月27日にホッケンハイムリンクで開催された。

## 予選

### 展開
タイトル争いを展開するミハエル・シューマッハとジャック・ヴィルヌーヴのわき目に、3戦の欠場から復帰したベネトンのゲルハルト・ベルガーとデビュー2年目の新鋭、ジョーダンのジャンカルロ・フィジケラによるポールポジション争いが展開され、ベルガーがポールポジション、フィジケラが自身初となるフロントローの2番グリッドを獲得。
タイトル争いの当事者であるシューマッハは結局4番手、ヴィルヌーヴにいたっては9番手に終わってしまった。

### 結果
| 順位 | No | ドライバー                       | チーム                   | タイム   | 差     |
| ---- | -- | -------------------------------- | ------------------------ | -------- | ------ |
| 1    | 8  | ゲルハルト・ベルガー             | ベネトン・ルノー         | 1'41.873 |        |
| 2    | 12 | ジャンカルロ・フィジケラ         | ジョーダン・プジョー     | 1'41.896 | +0.023 |
| 3    | 9  | ミカ・ハッキネン                 | マクラーレン・メルセデス | 1'42.034 | +0.161 |
| 4    | 5  | ミハエル・シューマッハ           | フェラーリ               | 1'42.181 | +0.308 |
| 5    | 4  | ハインツ＝ハラルド・フレンツェン | ウィリアムズ・ルノー     | 1'42.421 | +0.548 |
| 6    | 7  | ジャン・アレジ                   | ベネトン・ルノー         | 1'42.493 | +0.620 |
| 7    | 11 | ラルフ・シューマッハ             | ジョーダン・プジョー     | 1'42.498 | +0.625 |
| 8    | 10 | デビッド・クルサード             | マクラーレン・メルセデス | 1'42.687 | +0.814 |
| 9    | 3  | ジャック・ヴィルヌーヴ           | ウィリアムズ・ルノー     | 1'42.967 | +1.094 |
| 10   | 6  | エディ・アーバイン               | フェラーリ               | 1'43.209 | +1.336 |
| 11   | 14 | ヤルノ・トゥルーリ               | プロスト・無限ホンダ     | 1'43.226 | +1.353 |
| 12   | 22 | ルーベンス・バリチェロ           | スチュワート・フォード   | 1'43.272 | +1.399 |
| 13   | 1  | デイモン・ヒル                   | アロウズ・ヤマハ         | 1'43.361 | +1.488 |
| 14   | 16 | ジョニー・ハーバート             | ザウバー・ペトロナス     | 1'43.660 | +1.787 |
| 15   | 23 | ヤン・マグヌッセン               | スチュワート・フォード   | 1'43.927 | +2.054 |
| 16   | 2  | ペドロ・ディニス                 | アロウズ・ヤマハ         | 1'44.069 | +2.196 |
| 17   | 15 | 中野信治                         | プロスト・無限ホンダ     | 1'44.112 | +2.239 |
| 18   | 17 | ノルベルト・フォンタナ           | ザウバー・ペトロナス     | 1'44.552 | +2.679 |
| 19   | 18 | ミカ・サロ                       | ティレル・フォード       | 1'45.372 | +3.499 |
| 20   | 19 | ヨス・フェルスタッペン           | ティレル・フォード       | 1'45.811 | +3.938 |
| 21   | 21 | タルソ・マルケス                 | ミナルディ・ハート       | 1'45.942 | +4.069 |
| 22   | 20 | 片山右京                         | ミナルディ・ハート       | 1'46.499 | +4.626 |

## 決勝

### 展開
フォーメーションラップ30分前ににわか雨に見舞われるが、路面は乾いてドライ路面に変わりはなかった。
オープニングラップではエディ・アーバイン、ハインツ＝ハラルド・フレンツェン、デビッド・クルサードが接触しピットインしたがアーバインとフレンツェンはそのままリタイア、タイトルを争う2人のチームメイトたちが姿を消す展開となった。クルサードもフロントノーズを交換してコースに復帰したものの、直後にマシントラブルに見舞われストップしてしまった。
28周目にヤン・マグヌッセンがエンジンブロー、コース脇にマシンを停めてリタイアとなった。一見単なるマシントラブルのように見えたが、のちに大きくレース結果を左右することになる。
その後もポールポジションからスタートしたベルガーが快走を見せ、2番手のフィジケラが食いついて行く展開になる。ベネトンは2ストップ作戦を、ジョーダンは1ストップ作戦をそれぞれ敢行する。ベルガーが2度目のピットインを終えた34周目、わずかにフィジケラが先行したが、シケインでベルガーが再び抜き返すなど白熱したトップ争いが展開される一方、予選で躓いたヴィルヌーヴはルーキーのヤルノ・トゥルーリをかわそうとしてスピン、グラベルにつかまって手痛い無得点に終わった。
ベルガーは後続との差を徐々に広げていき、フィジケラもベルガーを追撃していく。しかしレースも終盤にさしかかった39周目、マグヌッセンのエンジンの小さな破片を踏んでしまったフィジケラの左リアタイヤがバースト、フィジケラはなんとかピットに戻ってタイヤを交換したもののマシンへのダメージは予想以上に大きく、翌周コースサイドにマシンを停めると失意のうちにマシンを降りた。
ベルガーは病み上がりの影響を微塵も感じさせない完璧な走りを見せポールポジションからトップでチェッカー。ファステストラップも記録する完全勝利（ハットトリック）を達成、1年前の同じグランプリで終盤デイモン・ヒル（当時ウィリアムズ）の追撃を受けながら激しいトップ争いを演じるも残り3周でエンジンブローに泣いた無念を晴らした。2位にシューマッハ、3位にはマクラーレンのミカ・ハッキネンが入った。4位にはルーキーのトゥルーリが健闘を見せ初入賞。5位にも同じくルーキーのラルフ・シューマッハ、6位にベルガーのチームメイトジャン・アレジが入賞を果たした。残り4周でマシンを降りたフィジケラは11位完走扱い。
ベルガーにとってキャリア最後の勝利となり、ベネトンにとっても最後の勝利となった。奇しくもベネトンの初優勝は1986年メキシコグランプリにおいてベルガーにもたらされたものであり、それもまたベルガー自身にとって初優勝であった。
レース後のパレードラップ中、ミハエル・シューマッハはマシンから降りていたフィジケラを見つけ、「タクシー役」を買って出て自分のマシンの搭乗に誘う。フィジケラも誘いに応じてフェラーリマシンにまたがり一緒にピットへ戻った。

### 結果
| 順位 | No | ドライバー                       | チーム                   | 周回数 | タイム/リタイア    | グリッド | ポイント |
| ---- | -- | -------------------------------- | ------------------------ | ------ | ------------------ | -------- | -------- |
| 1    | 8  | ゲルハルト・ベルガー             | ベネトン・ルノー         | 45     | 1:20'59.046        | 1        | 10       |
| 2    | 5  | ミハエル・シューマッハ           | フェラーリ               | 45     | +17.527            | 4        | 6        |
| 3    | 9  | ミカ・ハッキネン                 | マクラーレン・メルセデス | 45     | +24.770            | 3        | 4        |
| 4    | 14 | ヤルノ・トゥルーリ               | プロスト・無限ホンダ     | 45     | +27.165            | 11       | 3        |
| 5    | 11 | ラルフ・シューマッハ             | ジョーダン・プジョー     | 45     | +29.995            | 7        | 2        |
| 6    | 7  | ジャン・アレジ                   | ベネトン・ルノー         | 45     | +34.717            | 6        | 1        |
| 7    | 15 | 中野信治                         | プロスト・無限ホンダ     | 45     | +1'19.722          | 17       |          |
| 8    | 1  | デイモン・ヒル                   | アロウズ・ヤマハ         | 44     | +1 Lap             | 13       |          |
| 9    | 17 | ノルベルト・フォンタナ           | ザウバー・ペトロナス     | 44     | +1 Lap             | 18       |          |
| 10   | 18 | ヨス・フェルスタッペン           | ティレル・フォード       | 44     | +1 Lap             | 20       |          |
| 11   | 12 | ジャンカルロ・フィジケラ         | ジョーダン・プジョー     | 40     | +5 Laps            | 2        |          |
| Ret  | 22 | ルーベンス・バリチェロ           | スチュワート・フォード   | 33     | エンジン           | 12       |          |
| Ret  | 19 | ミカ・サロ                       | ティレル・フォード       | 33     | クラッチ           | 19       |          |
| Ret  | 3  | ジャック・ヴィルヌーヴ           | ウィリアムズ・ルノー     | 33     | スピンアウト       | 9        |          |
| Ret  | 23 | ヤン・マグヌッセン               | スチュワート・フォード   | 27     | エンジン           | 15       |          |
| Ret  | 20 | 片山右京                         | ミナルディ・ハート       | 23     | 燃料切れ           | 22       |          |
| Ret  | 16 | ジョニー・ハーバート             | ザウバー・ペトロナス     | 8      | アクシデント       | 14       |          |
| Ret  | 2  | ペドロ・ディニス                 | アロウズ・ヤマハ         | 8      | アクシデント       | 16       |          |
| Ret  | 10 | デビッド・クルサード             | マクラーレン・メルセデス | 1      | トランスミッション | 8        |          |
| Ret  | 4  | ハインツ＝ハラルド・フレンツェン | ウィリアムズ・ルノー     | 1      | アクシデント       | 5        |          |
| Ret  | 6  | エディ・アーバイン               | フェラーリ               | 1      | アクシデント       | 10       |          |
| Ret  | 21 | タルソ・マルケス                 | ミナルディ・ハート       | 0      | ギアボックス       | 21       |          |

| 前戦 1997年イギリスグランプリ   | FIA F1世界選手権 1997年シーズン | 次戦 1997年ハンガリーグランプリ |
| 前回開催 1996年ドイツグランプリ | ドイツグランプリ                | 次回開催 1998年ドイツグランプリ |